# Orfeu
|  | Aquest article tracta sobre Orfeu, l'heroi mític polifacètic. Vegeu-ne altres significats a «Orfeu (desambiguació)». |

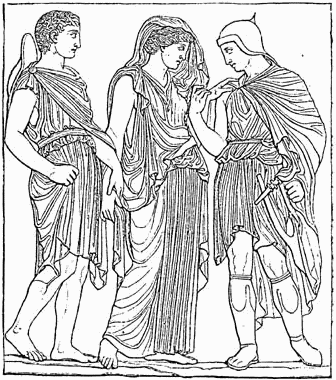
Representació d'Hermes (esquerra), Eurídice i Orfeu (dreta).

Orfeu (grec antic: Ορφεύς, llatí: Orpheus) és un personatge mític enormement polifacètic, les llegendes del qual donen encara avui grans problemes als estudiosos, atès que els orígens d'aquest músic encantador de feres es perden en el temps. Els episodis de la mitologia de què és protagonista no són unitaris, és a dir, no corresponen a una mateixa seqüència mítica, sinó que són dispersos i sovint inconnexos.
Són molts els testimonis que han pervingut sobre aquest personatge i molta la literatura escrita amb relació a tots els elements que envolten la seva vida. Malgrat això, pocs són els aspectes que s'han resolt, donada la gran quantitat de variants, començant per la seva estirp, resseguint tota la seva trajectòria vital i acabant per la seva mort, de la qual no es pot dir amb seguretat ni qui en fou el responsable ni quina la causa.
La seva personalitat tampoc no és gens definida, són moltes les contradiccions entre fonts ja de bon principi i a mesura que avancen els segles els autors la van eixamplant, tot afegint-hi matisos i colors que acaben per transformar el personatge fins al punt que es creen tradicions paral·leles.

## Genealogia
La majoria dels autors fan d'Orfeu fill d'Èagre i de la Musa Cal·líope, originari de la regió de Tràcia. Sovint, però, apareix com a progenitor el déu Apol·lo, fet que explicaria els seus extraordinaris dots musicals (tant vocals com instrumentals) i explicaria també que sigui la cítara el seu instrument per excel·lència (Apol·lo va sempre associat a la música de corda). Autors com Apol·lodor intenten conciliar la doble tradició paterna, dient que és fill biològic d'Èagre i ho és d'Apol·lo per adopció.
Alguna variant dona com a mare la musa Polímnia.
Tampoc no és definida la seva relació amb Linos, un altre músic mític, tot i que la tendència és a fer d'aquest el seu germà i amb Museu, que apareix de vegades com a germà, de vegades com a fill o alumne. Altres personatges de l'esfera musical, com ara Tàmiris, d'origen traci com ell, Himeneu i Eumolp són introduïts sovint en aquest entramat familiar.
Un bon grapat de genealogistes, és a dir, poetes i autors antics que es dedicaven a establir les genealogies de déus i herois, s'esforcen a entroncar el llinatge d'Orfeu amb el mateix Homer, que seria el seu més il·lustre descendent.

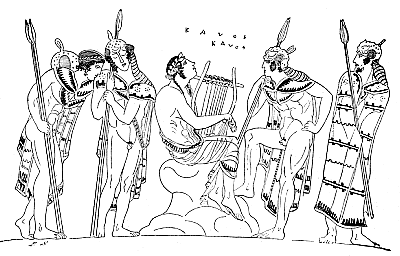
Orfeu toca la lira entre els Tracis

## Orígens del mite
No pocs han postulat la hipòtesi de l'existència d'una història llegendària perduda en temps ancestrals, comuna a tribus polinèsies i a indis d'Amèrica, per tant existent abans del pas de l'home per l'Estret de Bering, en què un xaman, músic i bruixot viatja al més enllà, al món dels morts, i torna amb èxit de nou a la vida. En conseqüència s'han fet estudis de com i quan aquesta llegenda arriba a l'àmbit grec i esdevé el que després serà el mite d'Orfeu, en un cas d'antropologia social i cultural interessantíssim. Tot i que aquests plantejaments difusionistes són replicables en la mesura que la poligènia, és a dir, el sorgiment d'elements similars en diferents punts del món, és més probable. La idea d'un sacerdot o xaman que viatja al món dels esperits no és gens difícil d'explicar com a representació dels efectes derivats del consum de substàncies al·lucinògenes. I no és massa complicat que això passe en diferents societats al mateix temps. Per presentar expressions culturals paregudes no cal estar en contacte, cal tenir unes condicions socials paregudes.
La manca de testimonis anteriors al segle v aC i la seva brevetat són un obstacle a l'hora rastrejar l'antiguitat del personatge dins la mitologia grega. La dada de l'absència d'Orfeu dels poemes homèrics i hesiòdics és rellevant però no concloent. El fragment d'Íbic de Règion "Orfeu el de nom il·lustre" (ὀνομάκλυτον Ὀρφήν), el d'ínclita fama, ens permet d'entreveure un camí vers el passat.
L'arqueologia dona també en aquest punt un document impagable, la famosa mètopa del tresor de Sició a Delfos, un relleu en marbre d'una escena de la saga Argonàutica on apareix un personatge amb una lira al costat d'un altre músic i dels Dioscurs, a la proa de la nau, i la inscripció ΟΡΦΑΣ (transliteració "orfas") Pertany al segon quart del s.VI aC.
Els testimonis escrits més antics fan d'Orfeu un membre de l'expedició de Jàson a bord la nau Argo a la recerca del velló d'or: Ferecides, recollit per un escoli a Apol·loni de Rodes, la Pítica IV de Píndar, la tragèdia d'Eurípides Hypsipyle i Herodor d'Heraclea.
Un d'aquests testimonis, Ferecides, posa en dubte la presència d'Orfeu dins la nau Argo; i LTRES tres el presenten com a membre imprescindible i il·lustre. Hi ha qui s'ha afanyat a posar en relació el dubte plantejat per Ferecides amb la presència del segon músic del relleu de Delfos o d'identificar el testimoni d'Herodor com un intent de conciliar versions contradictòries. És impossible determinar quan es va produir la inclusió d'Orfeu en la llegenda, present en totes les fonts literàries posteriors. Malgrat tot, aquests testimonis aporten una dada molt significativa, el lligam directe i indissociable del personatge amb un element que el diferencia de la resta: la música. Ell és l'únic capaç de vèncer el cant de les Sirenes, i és aquesta la raó principal de la seva presència entre els altres guerrers.
Aquest motiu no només és el més antic sinó que es troba en totes les versions del mite, i va estretament lligat al poder que emana de la seva música, el veritable denominador comú de tots els episodis de què Orfeu és protagonista, responsable d'escenes gairebé estereotipades que acompanyen en multitud d'ocasions l'aparició d'Orfeu, és a dir, l'al·lusió al domini de la naturalesa, roques, feres, arbres i fins i tot homes, tota una tradició mítica que ha estat objecte de diversos tractaments ja a l'Antiguitat i que té el seu testimoni més antic en el poeta Simònides (PMG 567 (F40)): També els infinits ocells, volant sobre el seu cap, i els peixos sortint cap amunt fora de l'aigua blaufosca salten amb la bella melodia.

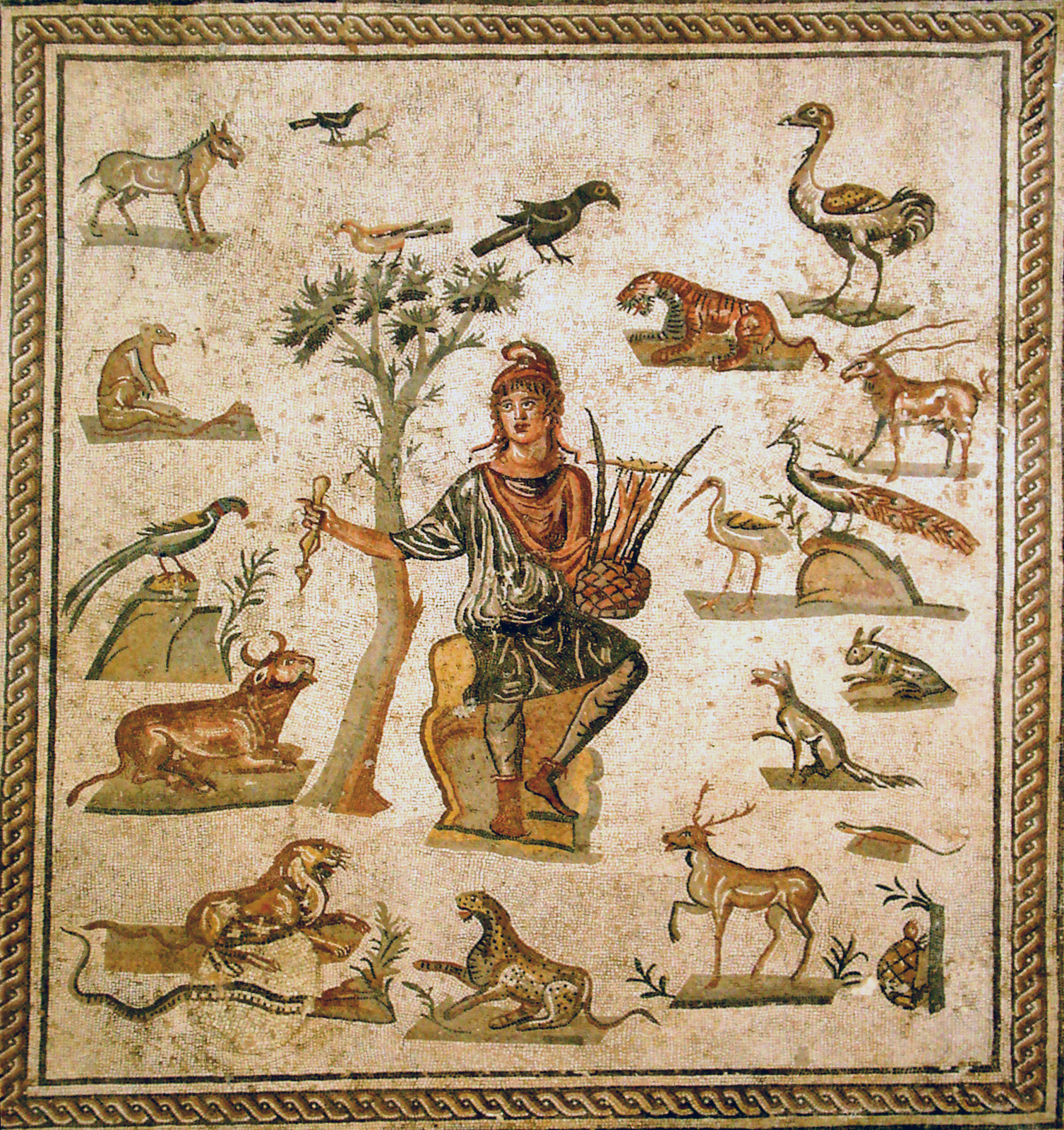
Orfeu entre animals feréstecs. Mosaic d'època Romana

L'altra gran funció d'Orfeu a bord és la de κελευστής, l'encarregat de portar el ritme als remers, com descriu Eurípides (llargues cadències, ritmes que marquen els remers, ara el veloç navegar, ara el repòs del rem de pi).
Els efectes de la seva música s'estenen per tots els racons de la naturalesa, capaç fins i tot de sotmetre tota la força del regne d'Ocèanos, que s'atura per escoltar i queda meravellat amb la bellesa del que sent. Així ens ho transmet la poesia d'Apol·loni de Rodes (Als acords de la fòrminx d'Orfeu entonaven un himne harmoniosament, i al seu voltant, lliure de vent, la costa gaudia
amb llur melodia).

Orpheu

S'ha de tenir en compte un aspecte molt important, un petit detall que, però, és molt revelador i serveix com a element de confront: existeix la versió en què a l'Argo hi ha dos personatges identificats específicament com a endevins, mentre que Orfeu és senzillament el músic. Aquesta dada és molt significativa, perquè a mesura que s'avança en el temps hom se n'adona com el personatge va adquirint altres funcions, sobretot de sacerdot i endeví, derivades del poder encantador de la seva música, la seva veu acompanyada als acords de la cítara (o de la lira). No obstant això, de moment el poder d'Orfeu no rau en la màgia com a encanteri, ni és producte de cap força provinent del més enllà i no té a veure amb cap cerimònia d'iniciació, ni tan sols és pròpia d'un endeví, elements tots ells fàcilment referibles en testimonis posteriors, principalment els de caràcter ‘òrfic’ i en autors tardans que recullen diverses tradicions. El poder d'Orfeu rau únicament en la bellesa del seu art, tan bell i sublim, que les forces més salvatges i indòmites de la naturalesa sucumbeixen davant la seva encisadora i elevada inspiració.
Hi ha un bon grapat de testimonis en què el poder que la música d'Orfeu exerceix sobre la natura s'utilitza com a element de comparació en innombrables i dispars circumstàncies, la qual cosa evidencia no només la celebritat de l'heroi ja en època molt antiga sinó també el fet que els autors (sobretot els poetes) troben en l'entorn d'Orfeu un element molt recurrent per crear ambients, per expressar situacions paral·leles o idees contraposades, al mateix temps que posen en relleu les qualitats del personatge.
A manera d'exemple les paraules que Eurípides posa en boca d'Ifigenia: 
Si jo tingués, oh pare, la paraula d'Orfeu per convèncer amb l'encant de la meva veu, de manera que pogués arrossegar amb mi les roques, i seduir amb les meves paraules a qui jo volgués, aleshores vindria.

## La davallada als inferns
La davallada als inferns, que recull la paraula grega κατάβασις (descens o catàbasi), és potser el capítol més conegut d'aquest personatge, tant o més complex que cadascun dels altres, per tot el que implica el fet de veure el més enllà, l'altre costat de la vida. Les connotacions iniciàtiques d'aquests viatges tindran conseqüències directes en la construcció de la seva personalitat, tant pel que fa a la seva faceta de sacerdot de misteris iniciàtics com amb les causes de la seva mort.
En aquest episodi, a més, s'hi troba l'expressió suprema del poder psicològic de la seva música, que després de seduir pedres, arbres i animals feréstecs, després de calmar la mar i de vèncer les sirenes, després de sotmetre a la seva cítara la naturalesa sencera, arriba al més enllà per convèncer Hades i Persèfone, els déus del món subterrani, que li permetin de retornar a la vida la seva esposa morta.
El testimoni més antic que parla d'aquest descens és una tragèdia fragmentària d'Èsquil, les Bassàrides, pertanyent a una tetralogia perduda (la Licúrgia) i transmesa per Eratòstenes de Cirene en els seus Catasterismes 24: Orfeu sobresortí de molt entre els homes i adquirí tant de renom que d'ell corregué la creença que encantava les pedres i les feres amb el seu cant. Va davallar a l'Hades per recuperar la seva muller, i en veure com anaven allà les coses, ja no va honrar més Dionís, que li havia donat la glòria, considerà el Sol el més gran dels déus i l'anomenà també Apol·lo.
Aquest testimoni és molt important per entendre molts dels aspectes que envolten les relacions entre Orfeu, Dionís i Apol·lo, així com pel que fa a un dels múltiples motius que es donen per a la seva mort. Quant al descens en si, només se sap que fou a causa de la seva dona. No se'n dona el nom (que d'altra banda no apareixerà fins al segle iii aC en Hermesiànax) ni tampoc diu si va tenir èxit la seva empresa. És clar que el que es posseïx no és el text de les Bassàrides, sinó la ressenya que ha pervingut mitjançant Eratòstenes. No obstant això, aquests dos elements (la dona i l'èxit o el fracàs) són encara avui focus de discussió.
Eurípides a la seva tragèdia Alcestis i Plató al seu diàleg El convit insereixen el mite d'Orfeu dins la llegenda d'Alcestis, que decideix sacrificar la seva vida pel seu marit Admet i anar al món dels morts en lloc seu.
En el primer cas sembla evident, tot i que no es fa explícit, que Orfeu va tornar amb èxit de la seva empresa.
Plató, per contra, manifesta clarament el seu fracàs i la pèrdua de la seva esposa per sempre: els déus, com a càstig per haver volgut entrar viu al món dels morts, li van donar una aparició o imatge d'ella. En un diàleg sencer dedicat a l'amor com és El convit de Plató es proposa el poder de l'amor superior al més gran poder que ha conegut mai entre els mortals la mitologia grega, que no és altre que la música d'Orfeu.
No són pocs els qui postulen que hagi estat precisament Plató qui hagi ‘manipulat’ el desenllaç de la història de la katàbasi, en primer lloc per enaltir l'exemple d'Alcestis dins el discurs sobre l'amor que s'esdevé al convit, i en segon lloc i més important, com a suport del rerefons platònic, en l'ideari del qual, el tipus de poeta que representa Orfeu no hi té cabuda, tal com reconeix el mateix Plató la seva República (398a).
La primera vegada en què es troba explícit el nom de la dona d'Orfeu és al poeta Hermesiànax, i aquest nom és Agríope. Per primera vegada també s'explicita l'èxit d'Orfeu, que aconsegueix, gràcies a la seva art interpretativa, superar tots els perills del viatge i convèncer les divinitats infernals d'endur-se la seva esposa. El nucli central al voltant del qual gira continua sent la música.
No és fins al testimoni del poeta Mosc, en el seu plany per la mort del seu amic i poeta Bió, que ja es troba el nom d'Eurídice, tot i que també aquí l'aventura acaba amb èxit: Que no quedi sense premi la teva cadència: igual que a Orfeu va concedir, mentre endavant tocava amb la fòrminx la dolçor, que se'n tornés enrere Eurídice.

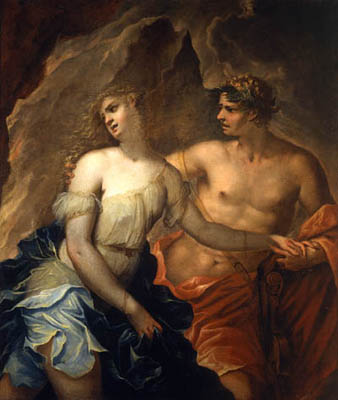
Orfeu i Euridice, per Federico Cervelli

En contrast amb tots els testimonis anteriors, el caràcter aglutinador i enciclopèdic d'un autor com Apol·lodor, individual i amb una clara intenció, ofereix una versió molt més propera a la que acabarà esdevenint canònica, en què apareixen els elements que caracteritzen el mite que més s'ha estès posteriorment: Eurídice rep la mossegada d'una serp, a causa de la qual mor. Orfeu, en un acte d'amor profund, decideix baixar al món subterrani per convèncer Hades i Persèfone de retornar a la vida la seva estimada. La condició per al retorn d'Eurídice al món dels vius és que ell no es giri per comprovar que el segueix fins que no surtin al món dels vius. A l'últim moment Orfeu no pot resistir la temptació de girar-se i es gira, final tràgic perquè perd Eurídice per sempre més. L'heroi acaba morint a mans de les Mènades.

## Orfeu a Egipte
Egipte sempre ha infós profund respecte en els grecs i ha exercit sobre aquests una poderosa atracció. No és d'estranyar, doncs, que els més il·lustres personatges, mítics i històrics, es desplacessin fins al Nil per adquirir coneixements, per aprendre i aprendre dels que saben. Orfeu no és una excepció, i molts autors legitimen l'autoritat de l'heroi en matèria teològica basant-se en suposats viatges a Egipte, a partir dels quals se li atribueixen invencions de mites referents a naixements de déus, transposicions de déus egipcis a déus grecs, sempre amb Dionís com a protagonista. Segons Diodor de Sicília, els coneixements que Orfeu adquireix a Egipte no són sinó iniciacions mistèriques amb relació a Dionís, ritus funeraris, màntica i altres coneixences supranaturals gràcies als quals l'heroi esdevindrà tota una autoritat al seu retorn a Grècia.
Un altre element que es repetirà és l'estret lligam entre aquests viatges d'Orfeu i la invenció de les lletres a càrrec de Cadme, que el mateix Orfeu hauria introduït a Grècia i adaptat a la parla grega, tot creant les lletres pelàsgiques.

## Iniciacions, Misteris i Màgia
A més dels textos que parlen dels viatges d'Orfeu a Egipte, hi ha tota una sèrie de passatges que fan referència a un dels aspectes més controvertits i menys homogenis del personatge: la seva figura com a mestre d'iniciacions, de misteris, endeví i mag. És el seu aspecte menys homogeni en tant que les seves característiques varien extraordinàriament d'un període a un altre i d'un autor a un altre.
Donada la seva capacitat quasi màgica de domini absolut de tota la Natura fins al punt de canviar el parer dels déus amb la seva música - juntament amb el fet d'haver conegut l'altre costat de la vida - era inevitable que no li fossin atorgades certes connotacions religioses, donats també els seus estretíssims vincles amb Apol·lo i Dionís, la relació dels quals entre si ja és pura controvèrsia.
Observant autors més tardans (com són Filòstrat, Hipòlit, l'emperador Julià i l'escolàstica d'Eurípides), tots ells molt interessats en temes de religió, es confirma que la figura d'Orfeu és utilitzada moltes vegades per donar credibilitat a les pròpies afirmacions en qüestió d'afers divins, i això provoca que cadascú faci una interpretació diferent del personatge segons els propis interessos, amb la qual cosa entrem en una quasi manipulació del seu caràcter, que moltes vegades, deriva en un ésser que poc té a veure amb l'Orfeu d'Èsquil, d'Eurípides o d'Apol·loni.
Existeix una imatge literària (Apol·loni de Rodes) en què apareix Orfeu fent l'ofrena d'una lira (o d'un present indeterminat) en honor d'Apol·lo. En aquesta escena es percep com Orfeu porta la iniciativa en la litúrgia, prenent doncs connotacions de sacerdot de Febus.

## Mort d'Orfeu
La mort d'Orfeu és un capítol en què les fonts no s'acaben de posar mai d'acord i on les divergències per a un mateix episodi es fan més evidents. La versió canònica accepta dues variants entorn d'un mateix estereotip: Orfeu mor esquarterat per les Mènades o bé mor esquarterat per les dones tràcies. Algunes versions acceptaran fins i tot que les Mènades siguin dones tràcies. Però el cert és que hi ha altres opinions que poc o res tenen a veure amb aquesta escena.

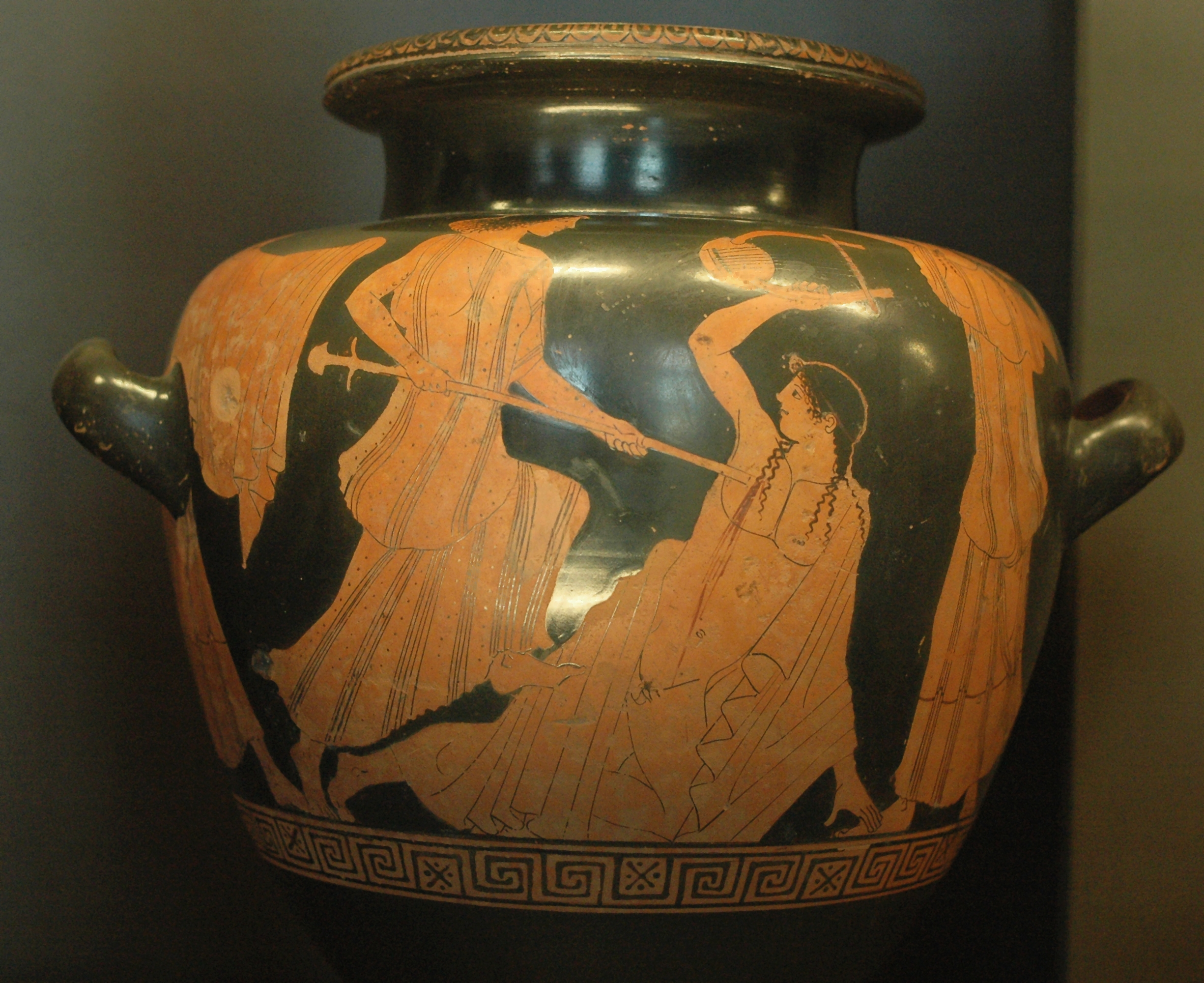
Orfeu mort a mans de les Mènades. Vas àtic amb figures roges de cap al 470 aC

És clau el text de les Bassàrides d'Èsquil, el qual esgrimiria com a causa de la mort el greuge a Dionís, que se sent oblidat i abandonat per Orfeu, que prefereix Hèlios-Apol·lo, i per això el déu li envia les Mènades (aquí anomenades Bassàrides) per tal que l'esquarterin i llencin els seus membres, que les Muses s'encarreguen de recollir i enterrar.
Molt curiós és el testimoni d'Alcidamant, que coincideix amb Diògenes Laerci, el qual es basa en un epigrama que suposadament pertany a la tomba d'Orfeu, segons el qual fou fulminat per Zeus.

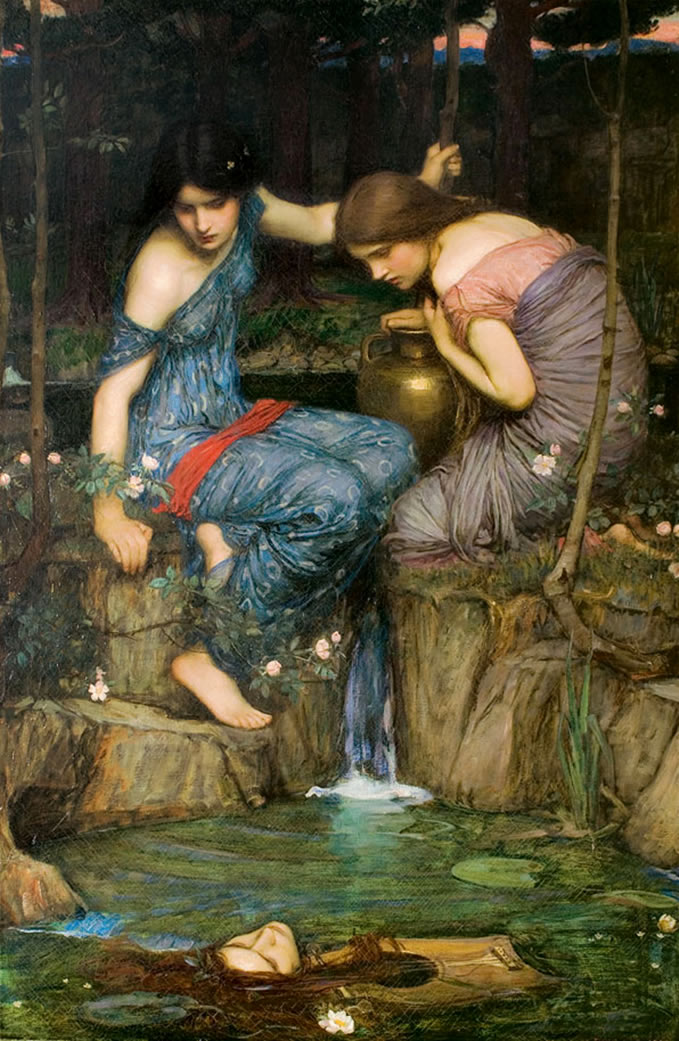
Les nimfes recullen el cap d'Orfeu a les costes de Lesbos. Quadre de John William Waterhouse (1900)

Més detallat és el testimoni de Fanocles en un preciós fragment en què parla de l'amor entre Orfeu i Càlaïs. Orfeu també és susceptible en algunes variants d'haver instituït per primer cop relacions amoroses entre homes, la qual cosa el converteix en el focus de la còlera de les dones tràcies, que es conjuren per matar-lo. Aquesta versió enllaça amb l'episodi del cap d'Orfeu clavat a la seva lira que arriba fins a l'illa de Lesbos, encara amb la facultat de cantar, on és recollida i venerada. Els encants i els efectes del poder musical d'Orfeu no s'esvaeixen ni tan sols després de la seva mort.
Pausànias es mostra més exhaustiu en les seves explicacions i ofereix un ventall més ampli de possibilitats. A part de la variant més estesa, la de les dones, apareix la de la fulminació a mans de Zeus i una altra encara més sorprenent, el suïcidi pel fracàs en el seu intent de retornar Eurídice a la vida.

## Invenció de la lira
Molt important és la part del mite que mostra Orfeu com a inventor o bé hereu directe, de mans d'Apol·lo, de la lira inventada per Hermes. Tant a Eratòstenes com a l'escoli d'Arat apareix la notícia d'una lira de set cordes que Orfeu transforma en enneacord en honor del nombre de muses.